# Wildbad (Rothenburg ob der Tauber)
Wildbad ist ein Gemeindeteil der Großen Kreisstadt Rothenburg ob der Tauber im Landkreis Ansbach (Mittelfranken, Bayern). Wildbad liegt in der Gemarkung Rothenburg ob der Tauber.
Der Name stammt von der großangelegten ehemalige Kuranlage Wildbad, die bis zum 31. Dezember 2024 von der evangelischen Landeskirche Bayerns als Tagungsstätte genutzt wurde. Nachdem der Landeskirchenrat im November 2023 eine Neustrukturierung und konzeptionelle Neuausrichtung seiner Tagungs- und Übernachtungshäuser beschlossen hat, haben die Evangelische Landeskirche und die Stadtwerke Rothenburg o.d.T. GmbH eine gemeinsame Lösung für das Fortbestehen des Wildbads entwickelt. Dabei hat die Stadtwerke Rothenburg o.d.T. GmbH das Wildbad mit Wirkung zum 1. Januar 2025 erworben und verpachtet es an den Hotelbetreiber, die Schlosshotel Hellenstein GmbH. Damit konnte der Weiterbetrieb des traditionsreichen Wildbads nachhaltig gesichert werden. Der Hotel- und Tagungsbetrieb wird unter dem Namen Wildbad Rothenburg o.d.T. fortgeführt.

## Geografie
Die ehemalige Einöde, heute Haus Nr. 42 des Taubertalweges, liegt südlich des Spitalquartiers der Altstadt von Rothenburg im tief eingeschnittenen Tal der Tauber am rechten Flussufer, zwischen der Gipsmühle auf derselben Seite und der Schwabenmühle auf der gegenüberliegenden. Über einen Nebenzweig des Taubertalweges gelangt man zur Staatsstraße 1022 bzw. zur Staatsstraße 2268.

## Geschichte
15. Jahrhundert
Nach einem gewaltigen Erdbeben brachen um 1400 am Tauberhang bei Rothenburg ob der Tauber plötzlich Quellen auf und brachten schwefel- und metallhaltiges Wasser, dem eine heilsame Wirkung zugeschrieben wurde, ans Licht. Schon wenig später ließ Rothenburgs Bürgermeister Heinrich Toppler an den Quellen im Taubertal ein erstes kleines Badehaus errichten. Da es sich außerhalb einer geschlossenen Siedlung, also in „wildem“ und unwegsamen Gelände befand, wurde es Wildbad genannt. Auch in Burgbernheim, Castell, Nördlingen oder Wemding entstanden zu dieser Zeit Wildbäder.
Über das Badeleben im 15. Jahrhundert ist nicht viel bekannt. Sicher ist aber, dass die Rothenburger das Wildbad als willkommene Ergänzung der fünf städtischen Badestuben sehr zu schätzen wussten. Da das Wildbad vor den Toren der Stadt lag, war es besonders wichtig, dass sich die Gäste sicher fühlen konnten – Regelverstöße wurden streng geahndet.
16. Jahrhundert
Zu dieser Zeit lag das Wildbad in städtischer Hand und unterstand dem Baumeister, der für den Ablauf des Badebetriebs zuständig war. Er hatte ein strenges Auge auf die zahlreichen Helfer der Wildbader, zu denen Badeknechte, Bademägde und Wasserträger gehörten. Zur damaligen Zeit gehörte es nicht nur zu den Aufgaben der Wildbader, für den Badebetrieb und die Unterbringung der Gäste, sondern auch für ihr leibliches Wohl zu sorgen und eine Gastwirtschaft zu betreiben. Erst viel später wurde die Gastwirtschaft des Wildbads verpachtet.
Die Gäste verbrachten ihre Tage im Wildbad zur damaligen Zeit mit Baden, Essen und Schlafen. Der Arzt Johann Fischer von Dailfingen empfahl zu dieser Zeit eine Badedauer von sage und schreibe 8 Stunden. Anfang des 17. Jahrhunderts wurde Abstand von dieser Regel genommen und im frühen 19. Jahrhundert wurde im Wildbad nur noch eine halbe Stunde täglich gebadet.
17. Jahrhundert
Die Annehmlichkeiten des Wildbads lockten 1644 auch Melchior Otto Voit von Salzburg nach Rothenburg ob der Tauber. Nachdem Erzbischof von Hatzfeld zwei Jahre zuvor plötzlich an einem Schlaganfall verstorben war, wurde Otto neuer Fürstbischof von Bamberg. Mitten in den Wirren des Dreißigjährigen Krieges gründete er 1647 die Academia Bambergensis, die Keimzelle der heutigen Otto-Friedrich-Universität Bamberg.
Der schwedische Obrist Graf Gustav Gustavson war 1650 zu Gast im Wildbad. Er entstammte einer skandalträchtigen Liaison des schwedischen Königs Gustav Adolf mit seiner holländischen Mätresse Margareta Slots. Mit nur 17 Jahren befehligte er 1633 die schwedischen Truppen, die das Hochstift Osnabrück besetzten. Der Dreißigjährige Krieg führte ihn schließlich nach Rothenburg ob der Tauber ins Wildbad.
19. Jahrhundert
Das Jahr 1802 war schicksalhaft für Rothenburg ob der Tauber: Die freie Reichsstadt verlor ihre Unabhängigkeit und wurde dem Kurfürstentum Bayern einverleibt. Als Konsequenz wurde das Vermögen konfisziert und städtisches Eigentum verkauft. So gelangte auch das Wildbad 1806 in private Hände. Der neue Besitzer war ein früherer Wildbadwirt, ein guter Geschäftsmann war er jedoch nicht. Schnell geriet das Wildbad in finanzielle Schwierigkeiten. 1819 war das Haus hochverschuldet und wurde gerichtlich versteigert.
Als Mitte des 19. Jahrhunderts „wildes Wasser“ in die Heilquelle eindrang, nahm auch der Bade- und Kurbetrieb ab. 1894 verkaufte die Stadt das Wildbad an den Gögginger Orthopäden Friedrich Hessing.
1902
Unter Friedrich Hessing erlebte das Wildbad seine „goldenen Jahre“. Als das imposante Kurhotel 1902 eröffnet wurde, hatte sein Bau mehr als 1,5 Mio. Mark verschlungen, damals eine unvorstellbar hohe Summe.
Der Schienenhülsenapparat und das Hessing-Korsett sind genialen Erfindungen von Friedrich Hessing, die auf dem Prinzip der „gleichzeitigen Entlastung, Fixation und Extension der erkrankten Teile“ beruhen. Der Schienenhülsenapparat wurde bei Erkrankungen der Beine und der Hüfte angelegt. Dabei wurde das Körpergewicht am Becken abgefangen, die Körperlast über den Apparat direkt auf den Boden übertragen. Der erstaunliche Effekt: Kranke konnten sofort wieder gehen und sich frei bewegen. Besonders wirksam war die Apparatur bei Knochenbrüchen, Gelenktuberkulose und spinaler Kinderlähmung.
1917
Nach den „goldenen Jahren“ brachen plötzlich schlechte Zeiten für Wildbad an. Der Erste Weltkrieg warf seine Schatten voraus, im Wildbad blieben die Gäste aus. Vergangener Glanz begann zu verblassen und Hessing schien das Geld auszugehen. So entschloss er sich 1917 dazu, das Wildbad an die Genossenschaft deutscher Bühnenangehöriger in Berlin zu verkaufen. Mit dem Verkauf des Wildbads endete eine Ära und eine der prägendsten Zeiten für das Wildbad in Rothenburg.
1920–1951
Das Wildbad hatte wechselnde Eigentümer, zu denen u. a. der Großindustrielle Fritz Rauth und der Landesverband der Bayrischen Ortskrankenkassen gehörten. Während des Zweiten Weltkrieges diente das Haus als Lazarett, Kinderheim, H.J.-Schule und US-Lager. In der Nachkriegszeit war das ehemalige Kurhotel Sammellager für Vertriebene aus dem Baltikum, die hier auf ihre Auswanderung nach Kanada und Australien warteten.
1951–1976
In diesen Jahren nutzte die Bayrische Bereitschaftspolizei das Wildbad als Ausbildungszentrum.
1977
Als die Transzendentale Meditation (TM) im Wildbad die „Residenz des Zeitalters der Erleuchtung“ eröffnen wollte und Ende des Jahres eine erste Tagung ausrichtete, machte die Stadt Rothenburg von ihrem Vorkaufsrecht Gebrauch und kaufte das gesamte Anwesen für 300.000 DM vom Rechtsnachfolger des Reichsverbandes der Ortskrankenkassen und überließ es zum gleichen Preis dem Diakoniewerk Neuendettelsau.
1980–1983
Als die Transzendentale Meditation (TM) im Wildbad die „Residenz des Zeitalters der Erleuchtung“ eröffnen wollte und Ende des Jahres eine erste Tagung ausrichtete, machte die Stadt Rothenburg von ihrem Vorkaufsrecht Gebrauch und kaufte das gesamte Anwesen für 300.000 DM vom Rechtsnachfolger des Reichsverbandes der Ortskrankenkassen und überließ es zum gleichen Preis dem Diakoniewerk Neuendettelsau.
1986/87
Bei der Neuendettelsauer Frühjahrssynode wurde die „große Lösung“ für das Wildbad mit dem weiteren Ausbau von 44 Zimmern und einer Rundum-Erneuerung der Haustechnik beschlossen. Am 3. Oktober wurde das Obere Haus eingeweiht.
1990
Nach Abschluss der Renovierungsarbeiten wurde der Theatersaal feierlich eingeweiht.
Das Wildbad wurde eine „Landeskirchliche Einrichtung“ und der direkten Leitung des Landeskirchenamtes unterstellt. Der Trägerverein wurde in einen „beratenden“ Beirat umgewandelt.
2003
Das Wildbad erhielt von der Evangelische Landeskirche in Bayern den inhaltlichen Auftrag, in Zusammenarbeit mit dem Kirchlichen Dienst in der Arbeitswelt (KDA) der Ort für Fragen der Wirtschaftsethik zu werden. Im Oktober 2011 fand das erste Forum Kirche – Wirtschaft – Arbeitswelt statt.
2017
Das Projekt art residency wildbad wurde ins Leben gerufen. Bis 2024 wählte eine hochkarätig besetzte Fachjury jährlich internationale Künstler aus, die im Rahmen der art residency im Wildbad lebten und arbeiteten. Die ergebnisoffenen Kunstwerke wurden zum Abschluss des Aufenthalts an das Wildbad übergeben und bildeten einen stetig wachsenden einmaligen Kunst- und Skulpturenpark direkt vor den Türen des Wildbads.
2018
Dank regelmäßiger Kulturveranstaltungen, wie klassischen Konzerten, Theater- und Kabarettabenden, aber auch Dinnerkonzerten und Sonntagscafés hat sich das Wildbad zum Anziehungspunkt für Einheimische und Touristen sowie zu einer einmaligen „Perle an der Tauber“ entwickelt.
2024
Ein bedeutender Schritt für die Zukunft des Wildbads: Nachdem der Landeskirchenrat im November 2023 eine Neustrukturierung und konzeptionelle Neuausrichtung seiner Tagungs- und Übernachtungshäuser beschlossen hat, haben die Evangelische Landeskirche und die Stadtwerke Rothenburg o.d.T. GmbH eine gemeinsame Lösung für das Fortbestehen des Wildbads entwickelt. Dabei hat die Stadtwerke Rothenburg o.d.T. GmbH das Wildbad mit Wirkung zum 1. Januar 2025 erworben und verpachtet es an den künftigen Hotelbetreiber, die Schlosshotel Hellenstein GmbH. Damit konnte der Weiterbetrieb des traditionsreichen Wildbads nachhaltig gesichert werden. Der Hotel- und Tagungsbetrieb wird unter dem Namen Wildbad Rothenburg o.d.T. fortgeführt.
2025
Am 1. Januar 2025 öffnete das Wildbad Rothenburg o.d.T. seine Tore unter neuer Führung, der Schlosshotel Hellenstein GmbH, mit einem neuen Marktauftritt und steht dabei für einen umfassenden Tagungs- und Hotelbetrieb für jedermann.

## Hotel Wildbad Rothenburg o.d.T. heute
Das Hotel befindet sich in einem schlossähnlichen Gebäudekomplex, erbaut im Stil des Historismus, eines alten Kurhotels aus dem 19. Jahrhundert. Das Hotel verfügt über insgesamt 56 Zimmer und 9 Tagungsräumlichkeiten sowie Festsäle für Tagungen, Veranstaltungen und Events. Hotelbetreiber ist seit dem 1. Januar 2025 die Schlosshotel Hellenstein GmbH.

## Religion
Der Ort Wildbad ist evangelisch-lutherisch geprägt und bis heute nach St. Jakob (Rothenburg ob der Tauber) gepfarrt. Die Einwohner römisch-katholischer Konfession sind nach St. Johannis (Rothenburg ob der Tauber) gepfarrt.